# اسپی مزگت

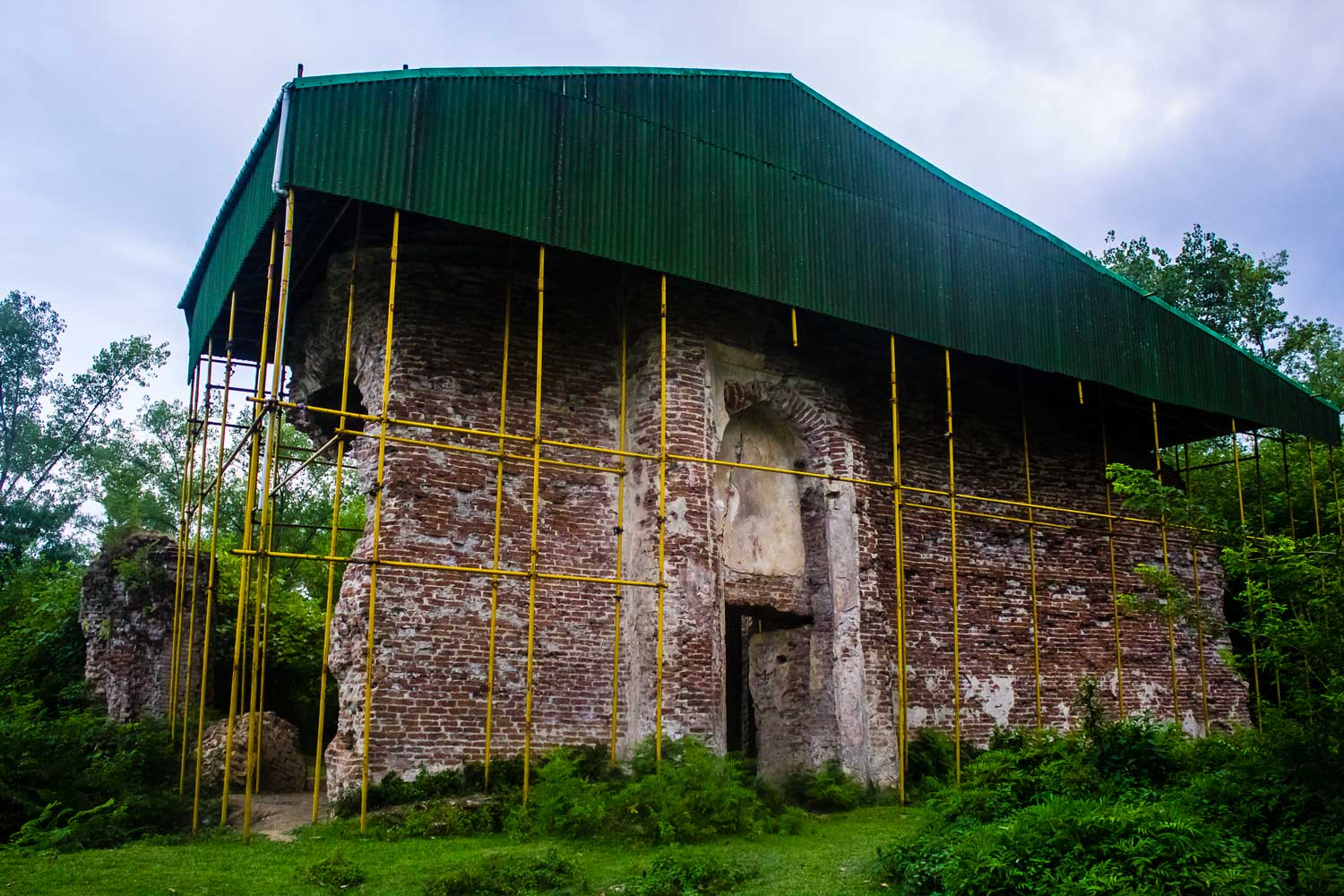
نمای شمالی ایسپیه مزگت، پره‌سر، تالش، گیلان، ایران

نیایشگاه باستانی ایسپی مزگت مربوط به دوران پیش از اسلام است و در دوران دوره‌های سلجوقی و صفوی هم از ان استفاده شده است و در ۸۰ کیلومتری باختر شهر رشت و ۲۲ کیلومتری جنوب شهر تالش، در دهستان دیناچال پره‌سر در حاشیه باختری رودخانهٔ دیناچال جای دارد.
این اثر در تاریخ ۱۶ مهر ۱۳۷۹ با شمارهٔ ثبت ۲۷۹۶ به‌عنوان یکی از آثار ملی ایران به ثبت رسیده‌است.
امروزه تنها ورودی اصلی بنا، نیمی از شبستان و چند دیوار مجاور آن سالم مانده‌است. ورودی اصلی شامل طاق بلند شاخص معماری دوره سلجوقی است.

## نام گذاری
واژه ایسپیه مزگت به معنای مسجد سپید به زبان تالشی (اسپید) است. واژهٔ مسجد در زبان عربی هم برگرفته از همین واژهٔ کهن ایرانی است.

## باستان‌شناسی

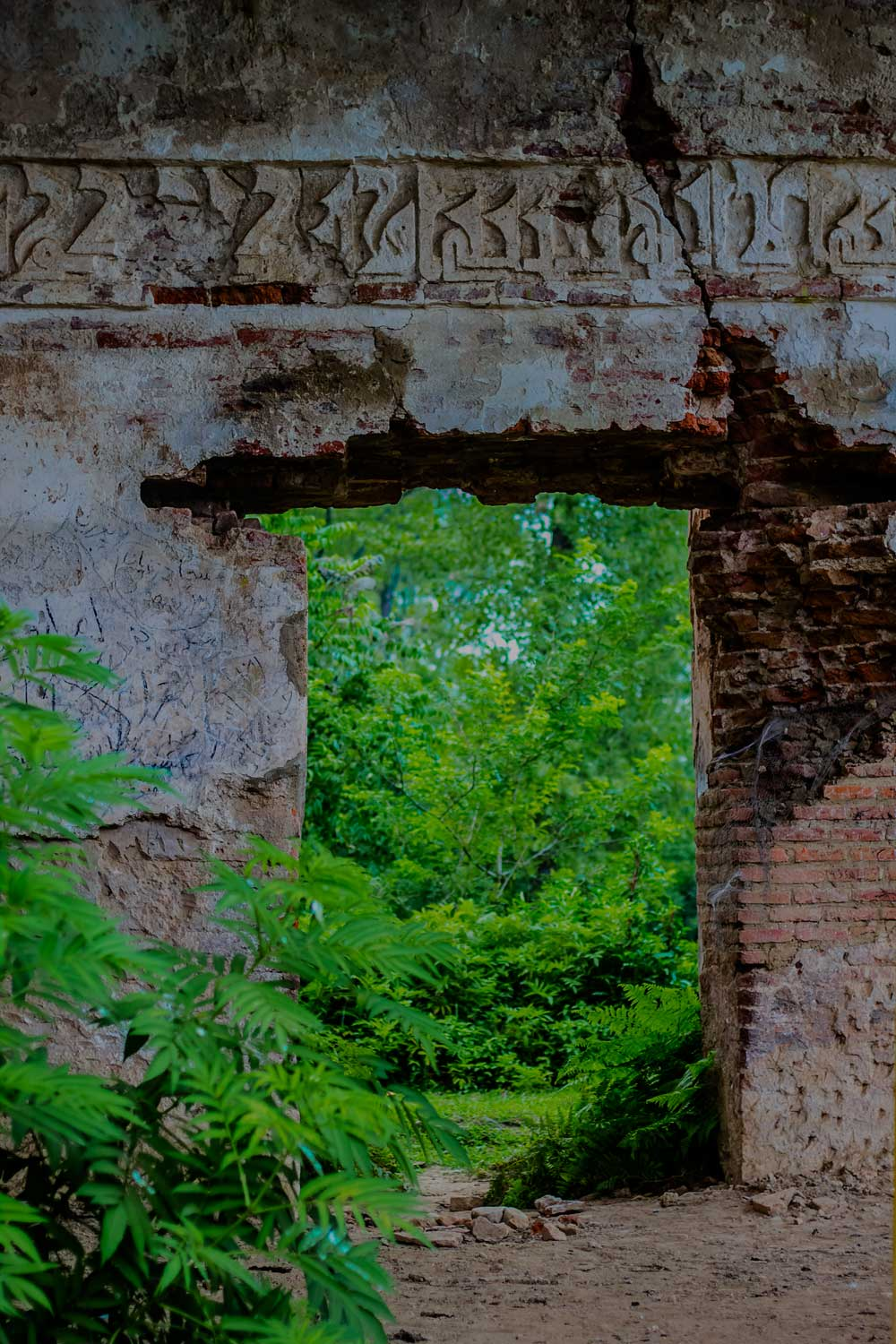
کتیبه بازمانده روی دیوار

علیرغم این ادعا که این بنا در دوره ساسانی یک آتشکده بوده، اما در کاوش‌های انجام شده هیچ نوع بقایای معماری یا سفال دورهٔ ساسانی در اسپی مزگت یافت نشده‌است. سنگ نوشته‌های بنا آن را وابسته به سدهٔ چهارم و آغاز سدهٔ پنجم هجری معرفی می‌کند و سفال‌های یافت شده همگی وابسته به سدهٔ هشتم هجری (دوره ایلخانی) هستند.
با توجه به کاوشهای باستان‌شناسی انجام شده در سالهای ۱۳۷۹، ۱۳۸۱ و ۱۳۸۵ توسط کارشناسان میراث گیلان از جمله یوسف فلاحیان، این مکان در دو دوره مورد استفاده بوده‌است. دوره اول یعنی قرون پنجم و ششم (همزمان با دوره سلجوقی) بنا ساخته شده‌است. بنا و محوطه اطراف آن حدود شش هکتار مساحت داشته‌است. در این دوره، بنا کاربری مسجد و عبادتگاه داشته و یک گورستان هم در مجاورت آن قرار داشته‌است. در دوره دوم، یعنی دوره صفوی بنا مجدداً احیا و مورد استفاده بوده‌است.

## عوامل مخرب
در دراز مدت عوامل گوناگون انسانی (نظیر یادگاری، حفاری غیرمجاز، آتش) و طبیعی (سیل، رشد درخت، چرای گاو، زلزله) موجب ویرانی بنای «اسپی مزگت» شده‌اند. ریشه درختان در دیوارها نفوذ کرده و چند ترک بزرگ در دیواره و سقف بوجود آمده‌است. رودخانه سیلابی دیناچال نیز بخشی از جنوب بنا را تخریب و فرسوده‌است.

## دسترسی
دسترسی به این بنا از طریق جاده رضوان شهر به تالش، به فاصله ۱۶۰۰ متر پس از پل رودخانه دیناچای، از فرعی شمالی میسر است. راه دسترسی جنگلی و آسفالته است و طول آن از جاده اصلی تا بنا ۱۳۰۰ متر است. این بنا در ۶۰ متری غرب رودخانه دیناچال قرار دارد. 